# Quỷ quyệt: Cửa đỏ vô định
Quỷ quyệt: Cửa đỏ vô định (tên tiếng Anh: Insidious: The Red Door) là bộ phim kinh dị siêu nhiên của Mỹ ra mắt năm 2023 được đạo diễn bởi Patrick Wilson, đây đồng thời cũng là bộ phim đạo diễn đầu tay của anh, với kịch bản dựa trên câu chuyện từ nhà sáng tạo của loạt phim Leigh Whannell và được chấp bút bởi Scott Teems. Đây là phần phim thứ năm thuộc loạt phim Quỷ quyệt và là phần phim hậu truyện của Quỷ quyệt (2010) và Quỷ quyệt 2 (2013). Wilson, Ty Simpkins và Rose Byrne sẽ tiếp tục trở lại với vai diễn của họ từ các phần phim trước.
Sau khi phần phim Quỷ quyệt: Chìa khóa quỷ dữ được phát hành vào năm 2018, hãng Blumhouse Productions đã có những quyết định về khả năng sản xuất các phần phim tương lai của loạt phim này, bao gồm cả kế hoạch kết hợp với loạt phim Sinister. Tháng 10, 2020, hãng đã thông báo về việc Wilson sẽ ngồi vào chiếc ghế đạo diễn kiêm diễn viên chính của phần phim mới, với kịch bản do Teems viết được dựa trên câu chuyện từ Whannell.
Insidious: Fear the Dark được dự kiến sẽ công chiếu tại các rạp vào ngày 7 tháng 7, 2023 và được phát hành bởi Sony Pictures Releasing.

## Tóm tắt
Phim lấy bối cảnh sau mười năm kể từ hai phần phim đầu tiên, Josh Lambert (Patrick Wilson) đang chuyển đến sinh sống tại phía Đông để đưa cậu con trai Dalton (Ty Simpkins) đến học tại một trường đại học bình dị, phủ đầy cây thường xuân. Tuy nhiên, giấc mơ đại học của Dalton lại trở lại một ác mộng khi những con quỷ bị kìm hãm trong quá khứ bằng một cách nào đó đã quay trở lại và tiếp tục ám hai cha con.— Sony Pictures Releasing

## Diễn viên
- Ty Simpkins thủ vai Dalton Lambert[2]
- Patrick Wilson thủ vai Josh Lambert[2]
- Rose Byrne thủ vai Renai Lambert[8]

Ngoài ra, phim còn có sự tham gia của Peter Dager, Jarquez McClendon, Sinclair Daniel và Hiam Abbass trong các vai diễn chưa được tiết lộ.

## Sản xuất

### Phát triển
Sau sự thành công về mặt thương mai tại các phòng chiếu của Quỷ quyệt: Chìa khóa quỷ dữ, phần hậu truyện tiếp theo của phim đã được bật đèn xanh để tiếp tục phát triển. Nhà sản xuất Jason Blum đã bày tỏ sự thích thú về việc crossover (kết hợp) giữa loạt phim với Sinister. Ngày 29 tháng 10 năm 2020, có thông báo về phim phần hậu truyện tiếp theo của Quỷ quyệt và Quỷ quyệt 2 đang được phát triển với vị trí đạo diễn sẽ do Patrick Wilson đảm nhận với kịch bản của Scott Teems được viết dựa trên câu chuyện của Leigh Whannell, đây đồng thời cũng là bộ phim đạo diễn đầu tay của anh. Wilson và Ty Simpkins sẽ tiếp tục trở lại vai diễn cũ của họ từ hai phần phim đầu tiên.

### Quay phim
Tháng 2 năm 2022, Wilson xác nhận về việc tìm kiếm địa điểm quay đang được tiến hành và công đoạn quay phim sẽ chính thức bắt đầu vào mùa xuân cùng năm. Giai đoạn quay phim chính của phim bắt đầu vào tháng 8 năm 2022 với sự góp mặt của Peter Dager, Jarquez McClendon, Sinclair Daniel và Hiam Abbass trong dàn diễn viên của phim, bên cạnh đó, Rose Byrne cũng chính thức xác nhận cô sẽ quay trở lại phần phim này. Vào ngày 22 tháng 8, 2022, Wilson đã tiết lộ rằng bộ phim đang chuẩn bị tiến đến giai đoạn đóng máy.

## Phát hành
Phim được dự kiến sẽ công chiếu tại Hoa Kỳ vào ngày 7 tháng 7, 2023 và được phát hành bởi Sony Pictures Releasing.